# Голова Національної поліції України
Голова Національної поліції України — керівник Національної поліції України.

## Перелік керівників

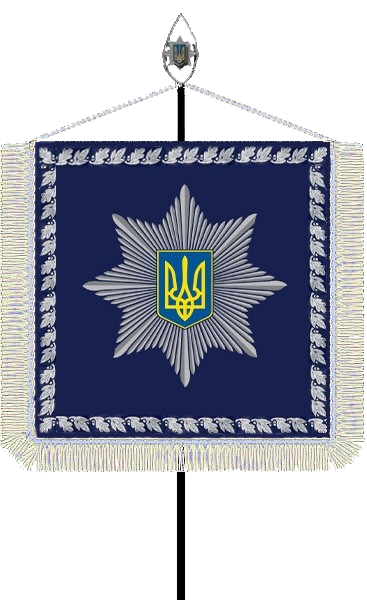
Штандарт голови Національної поліції України

| №    | ПІБ              | Портрет       | Початок повноважень | Закінчення повноважень |
| ---- | ---------------- | ------------- | ------------------- | ---------------------- |
| 1    | Хатія Деканоїдзе |               | 5 листопада 2015    | 16 листопада 2016      |
| в.о. | Вадим Троян      |               | 16 листопада 2016   | 8 лютого 2017          |
| 2    | Сергій Князєв    |               | 8 лютого 2017       | 24 вересня 2019        |
| 3    | Ігор Клименко    |               | 25 вересня 2019     | 20 січня 2023          |
| в.о. | Іван Вигівський  |               | 20 січня 2023       | 14 липня 2023          |
| 4    | Іван Вигівський  | 14 липня 2023 | на посаді           |                        |